# Charles Méré
Pour les articles homonymes, voir Méré.
Charles Méré, né le 29 janvier 1883 à Marseille et mort le 2 octobre 1970 à Paris, est un auteur dramatique, scénariste et directeur de production français.

## Biographie

### Origines
Auguste Charles Alexandre Méré naît le 29 janvier 1883 à Marseille.

### Carrière
Charles Méré est président de la Société des auteurs et compositeurs dramatiques (SACD) de 1929 à 1932, puis de 1935 à 1938 et enfin de 1939 à 1944 pendant l’Occupation. À sa mort en 1970, il en est le président d’honneur.
Il est également président de la Confédération internationale des sociétés d'auteurs et compositeurs de 1932 à 1934 puis de 1937 à 1938.
Membre fondateur (no 47) de l'Association des écrivains combattants (AEC), il a également fondé le Nouveau Théâtre d'art avec Gabriel Boissy (1879-1949) et Ernest Gaubert (1880-1945) en 1906.
Il est l'auteur de quarante-et-une pièces de théâtre, dont six du Grand-Guignol. Il est aussi le librettiste de trois drames lyriques.
Charles Méré co-réalisa deux films et une quinzaine de films furent produits à partir de ses œuvres.

### Mort
Charles Méré meurt le 2 octobre 1970 à Paris. Il est enterré au cimetière central de Toulon. 

### Vie privée
Charles Méré a eu trois enfants : un fils, le réalisateur et scénariste Pierre Méré, et deux filles, Jacqueline et Caroline.[réf. souhaitée]

## Théâtre

### Pièces de théâtre
- 1905 : L'Hydre
- 1907 : Les Hommes de proie
- 1908 : Les Trois Masques
- 1909 : Les Ruffians
- 1909 : Le Festin du Roi
- 1913 : L'Ingénu
- 1919 : Une nuit au bouge
- 1920 : La Captive, représentée pour la première fois à Paris le 28 janvier 1920 au théâtre Antoine, reprise au théâtre de la Renaissance le 26 mai 1924, reprise au théâtre national de l'Odéon le 19 septembre 1942[3]
- 1920 : Les Conquérants, pièce en trois actes, Nouvel-Ambigu, 5 novembre 1920[4]
- 1921 : Le Marquis de Sade
- 1922 : La Flamme, théâtre de l'Ambigu-Comique, 19 janvier 1922
- 1922 : La Femme masquée
- 1922 : Le Vertige, pièce en quatre actes créée le 8 novembre 1922 au théâtre de Paris
- 1923 : Le Prince Jean, théâtre de la Renaissance[5]
- 1924 : La Danse de minuit, pièce en quatre actes, théâtre de Paris, 6 mars 1924[6]
- 1924 : La Tentation
- 1925 : Par la force
- 1925 : Une nuit de Don Juan
- 1926 : Le Lit nuptial
- 1926 : Le Plaisir
- 1927 : Berlioz, théâtre de la Porte-Saint-Martin, 22 janvier 1927[7]
- 1928 : Le Carnaval de l'amour, théâtre de la Porte-Saint-Martin, 14 février 1928
- 1928 : Crime , adaptation de la pièce de  Samuel Shipman et John B. Hymer, théâtre de la Porte-Saint-Martin
- 1928 : Broadway
- 1929 : Les Pantins du vice
- 1929 : L'Homme nu
- 1929 : Music-hall
- 1929 : Shanghai
- 1930 : La Chair
- 1931 : Hantise
- 1931 : Les Tribulations d'un Chinois en Chine[8].
- 1932 : Le Roi Lear
- 1932 : Le Masque au mort rouge
- 1933 : Le Désir
- 1933 : Un Homme du Nord
- 1933 : Le Passage des Princes
- 1935 : Zizippe
- 1935 : Indiana
- 1937 : Liberté
- 1943 : Le Pavillon d'Asnières, pièce en deux actes et quinze tableaux, d'après le roman de Georges Simenon La Nuit des 7 minutes, théâtre de la Porte-Saint-Martin[9]
- 1943 : L'Affranchi , comédie en quatre actes, théâtre Édouard-VII[10]

### Grand Guignol
- Les Trois Masques
- Une nuit au bouge
- Le Marquis de Sade
- L'Homme nu
- Les Pantins du vice
- Hantise

### Drames lyriques
- Les Trois masques
- Scemo
- Angelo

## Cinéma

### Films tirés des pièces de Charles Méré
Films muets
- Les Trois Masques (1921), film de Henry Krauss
- La Flamme de René Hervil (1926)
- Le Vertige (1926)
- The Masked Woman (1927)
- Le Prince Jean de René Hervil (1929)
- La Tentation (1929)

Films parlants
- Les Trois Masques (premier film parlant français, André Hugon, 1929)
- Le Prince Jean de Jean de Marguenat (1934)
- Le Vertige (1935)
- La Flamme d'André Berthomieu (1936)
- La Tentation (1936).

### Directeur de production
- 1942 : Fièvres de Jean Delannoy
- 1942 : L'Âge d'or de Jean de Limur
- 1942 : Haut-le-Vent de Jacques de Baroncelli
- 1943 : Goupi Mains Rouges de Jacques Becker,  avec Jean Mugeli
- 1947 : Fiacre 13 (film tourné en deux époques) de Raoul André
- 1949 : Toâ de Sacha Guitry
- 1950 : Tu m'as sauvé la vie de Sacha Guitry

### Scénariste et dialoguiste
- 1921 : Les Trois Masques de Henry Krauss
- 1921 : Les Trois Lys de Henri Desfontaines
- 1926 : La Flamme de René Hervil
- 1926 : Le Vertige de Marcel L'Herbier
- 1929 : Le Prince Jean de René Hervil
- 1929 : La Tentation de René Leprince et René Barberis
- 1929 : Les Trois Masques d'André Hugon
- 1934 : Le Prince Jean de Jean de Marguenat
- 1934 : Le Vertige de Paul Schiller
- 1942 : L'Âge d'or de Jean de Limur
- 1942 : Fièvres de Jean Delannoy
- 1942 : L'Homme qui vendit son âme de Jean-Paul Paulin
- 1952 : Fortuné de Marseille d'Henry Lepage
- 1958 : Prisons de femmes de Maurice Cloche

### Réalisation
- 1931 : L'Ange du mal (Cham), film polonais co-réalisé avec Jan Nowina-Przybylski[11]
- 1937 : La Vénus de l'or, co-réalisé avec Jean Delannoy

## Publication
- La Tragédie contemporaine (1905), préface de Paul Mounet (livre sur le théâtre)

## Distinctions

### Décorations françaises
- Commandeur de la Légion d'honneur
- Croix de guerre 1914-1918 avec étoile de bronze
- Chevalier de l'ordre du Mérite social
- Chevalier du Mérite civique

### Décoration étrangère
- Commandeur de l'ordre de la Couronne d'Italie.